# Busot
Busot község Spanyolországban, Alicante tartományban. Lakosainak száma 3629 fő (2024).

## Földrajza
Busot Aigües, Alicante, El Campello, Relleu és Jijona községekkel határos.

## Látnivalók
A község területén található egy igen látványos cseppkőbarlang, a Kandeláber-barlang.

## Népesség
A település lakosságának változását az alábbi diagram mutatja:
| Lakosok száma | 1793 | 2127 | 2643 | 3148 | 3314 | 3138 | 2975 | 2978 | 3207 | 3629 |
|               | 2001 | 2004 | 2006 | 2009 | 2011 | 2014 | 2016 | 2019 | 2021 | 2024 |